# 卡尔沃
卡尔沃（法語：Carves，法語發音：[kaʁv]）是法国多尔多涅省的一个市镇，属于萨拉拉卡内达区。

## 地理
卡尔沃（44°47'10"N, 1°3'55"E）面积10.13 平方千米，位于法国新阿基坦大区多爾多涅省，该省份为法国西南部内陆省份，是法國本土面积第三大的省，大致对应佩里戈尔地区，北起顺时针与夏朗德省、上维埃纳省、科雷兹省、洛特省、洛特-加龙省、吉倫特省和滨海夏朗德省接壤。
与卡尔沃接壤的市镇（或旧市镇、城区）包括：克拉代什、格里沃、韦里讷德多姆、派德贝尔韦斯、萨日拉、圣日耳曼-德贝尔韦斯、圣阿芒德贝尔韦斯。

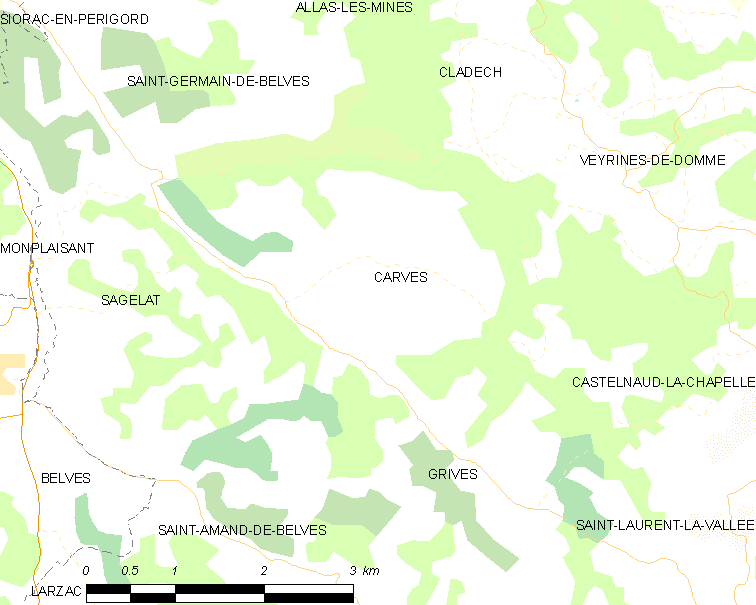
卡尔沃的OSM定位图

卡尔沃的时区为UTC+01:00、UTC+02:00（夏令时）。

## 行政
卡尔沃的邮政编码为24170，INSEE市镇编码为24084。

## 政治
卡尔沃所属的省级选区为多尔多涅河谷县。

## 人口

1962-2008年间卡尔沃人口变化图示

卡尔沃于2022年1月1日时的人口数量为101人。